# Nowoukrajinka (hromada Wuhłedar)
Nowoukrajinka (ukr. Шахтарське) – wieś na Ukrainie, w obwodzie donieckim, w rejonie wołnowaskim. W 2001 liczyła 1523 mieszkańców.